# Hrabstwo Manitowoc
Hrabstwo Manitowoc (ang. Manitowoc County) – hrabstwo w stanie Wisconsin w Stanach Zjednoczonych.
Obszar całkowity hrabstwa obejmuje powierzchnię 1493,87 mil² (3869,11 km²). Według szacunków United States Census Bureau w roku 2009 miało 80 583 mieszkańców. Jego siedzibą administracyjną jest Manitowoc.
Hrabstwo zostało utworzone w 1836. Nazwa pochodzi z języka Indian Chippewa i oznacza "miejsce dobrego ducha".
Na obszarze hrabstwa znajdują się rzeki Branch, Devils, East Twin, Manitowoc, Meeme, Sheboygan, West Twin oraz 101 jezior.

## Miasta
- Cato
- Centerville
- Cooperstown
- Eaton
- Franklin
- Gibson
- Kossuth
- Kiel
- Liberty
- Manitowoc – city
- Manitowoc – town
- Manitowoc Rapids
- Maple Grove
- Meeme
- Mishicot
- Newton
- Rockland
- Schleswig
- Two Creeks
- Two Rivers – city
- Two Rivers – town

## Wioski
- Cleveland
- Francis Creek
- Kellnersville
- Maribel
- Mishicot
- Reedsville
- St. Nazianz
- Valders
- Whitelaw

## CDP
- Collins